# Албино (репер)
Стјепан Јелица, познатији као Албино (Јајце, 27. март 1998), босанскохeрцeговачки јe електро, поп, треп репер, музичар и продуцент. Популарност је стекао објавом кавера под називом Раста познатог америчког певача Пост Малона и његове песме Rockstar. Иза себе има велики број синглова, а сарађивао је са бројним музичарима и певачима као што су Едо Мајка, Клинац, Зоза, Хeлeм нeјсe, Едита Арадиновић и други. Члан је београдске продуцентске и издавачке куће 3Points.

## Биографија
Стјепан је рођен 27. марта 1998. године у Јајцу, где је завршио нижу музичку школу. Након тога уписао је средњу музичку школу „Јаков Готовац” у Новом Травнику. По завршетку школе отишао је у Мостар и тамо уписао Музичку академију коју тренутно похађа. Љубав према музици гаји још из млађих дана, а као продуцент, инструменталиста и битмејкер ради од 2012. године. На почетку своје каријере бавио се израдом ауторских матрица, тј. музичких подлога и аранжмана за бројне музичаре с подручја бивше Југославије. Оно што га издваја од већине особа јесте његово здравствено и медицинско стање боје коже, косе и очију а то је албинизам. Стјепан је одувек одбијао мислити о томе као о хендикепу, те је ствари волео да назива правим именом и себи је сходно томе одлучио дати уметничко име — Албино.

## Каријера
Своју самосталну професионалну певачку каријеру започео је 2017. године са мостарским репером Маком са којим јe као продуцент сарађивао још и раније. Објавио је синглове Подочњак са Клинцем, Ноћас са Зозом, Рат и Мир, Макадам, Глас у галами и друге. Свој први ЕП албум је објавио 2017. године под називом Рулет. Популарност међу публиком је доживео када је објавио кавер Раста коју је написао на оригиналну матрицу песме Rockstar америчког певача и репера Пост Малона. Песму је посветио српском реперу Расти који се убрзо затим похвалио на свом Инстаграм профилу.

### Сарадња са 3Points (2019)
Почетком 2019. године преселио се у Београд, где је упознао Ребислава Ребића Рeбија и Бранислава Пeћаранина из продукцијске куће 3Points. Поред рада на делима других певача, Стјепан са овом кућом сарађује и на својим материјалима, као и видео спотовима.

## Музички стил
Албино је репер који кроз своју музику провлачи неколико различитих светских музичких стилова као што су треп, рап, хип хоп и дип хаус. Уз то комбинује поп и балкански етно звук. Текстови описују његов живот, љубав, музику и проблеме с којима се суочавао јер је одувек био другачији од других као албино.

## Дискографија

### Албуми
- Рулет (EP, 2017)[8]

### Синглови
- Заједно за наш град (ft. Makk, 2017)[10]
- Нема љубави на лер (ft. Makk, 2017)
- Раста (Rockstar remix) (2018)[4]
- Катран (ft. Makk, Milja (reper)|Milja, 2018)
- Каматар (2018)
- Suzanna (ft. Makk, Milja, 2018)[2]
- Подочњак (ft. Клинац, 2019)
- Ноћас (ft. Зоза, 2019)
- Sveti Weed (2020)
- Макадам (2020)[7]
- Рат и мир (2020)[5]
- Свјестан (2020)
- Глас у галами (2020)
- 4x4 (2020)
- 15 (2020)
- Зови (2020)
- 30. фебруар (ft. Нина Тодоровић, 2020)
- Кутија цигара (ft. Нина Тодоровић, 2020)
- Побједа (2020)
- Љубав није за будале (2020)
- Рат и мир (ft. Тара, 2021)
- Boim (2021)
- Богати нек плачу (2021)
- Шећеру (ft. Милица Павловић, 2022)
- Прођи са мном Босном (ft. Амна, 2022)
- Кад отопли (2022)
- Фамилија (2022)
- АТАМАЛА (ft. Теја Дора, 2023)
- Тајно моја (ft. Ема Радујко, 2023)
- Полу жена полу мачка (ft. Ема Радујко, 2023)
- Ice (ft. Теодора, 2023)
- Voulez Vous (ft. Ксенија Кнежевић, 2023)